# Laser Doppler

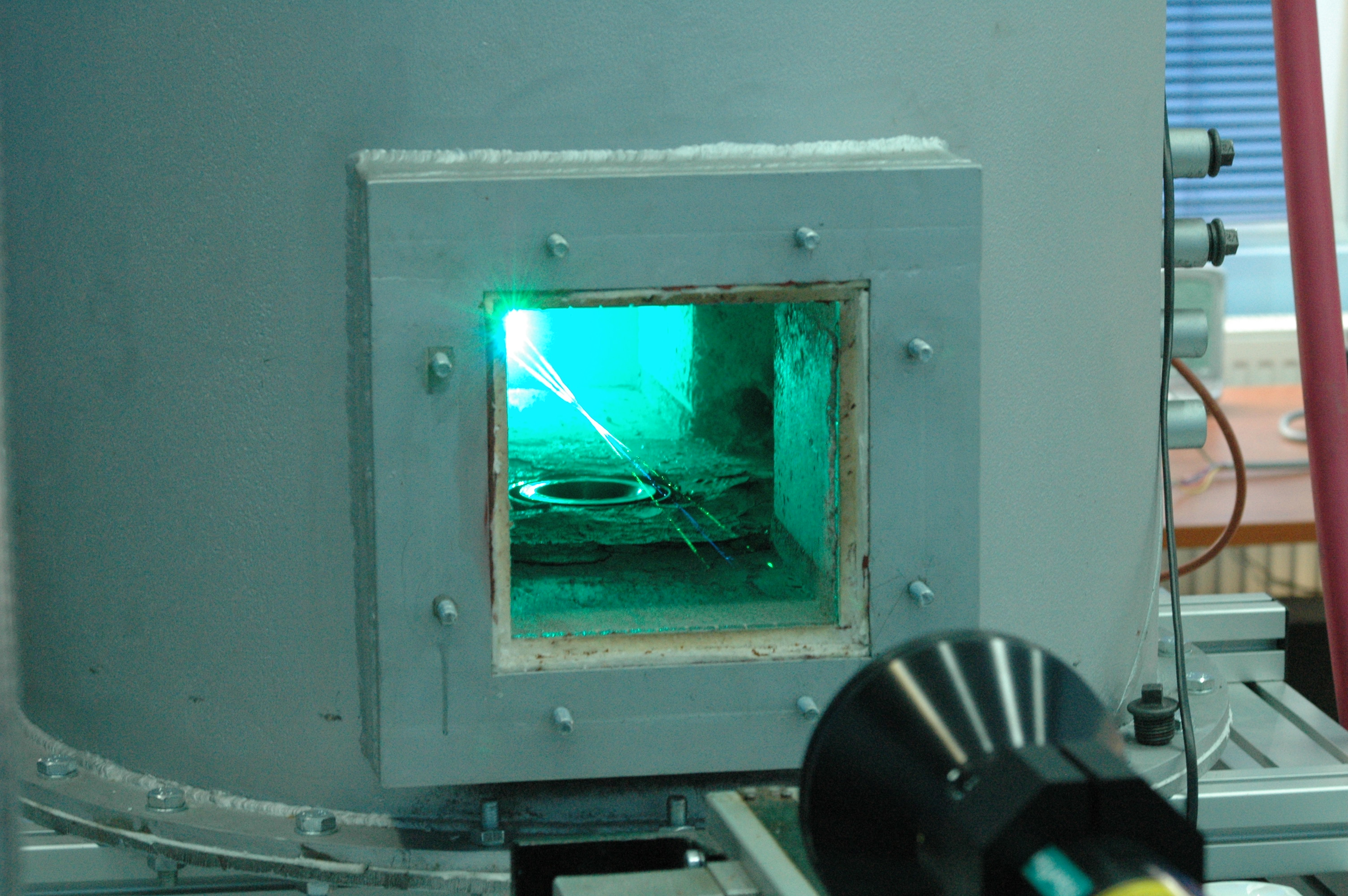
LDA al lavoro in un laboratorio di studio dei gas.

La velocimetria laser Doppler (LDV, dall'inglese Laser Doppler velocimetry), chiamata anche anemometria laser Doppler (LDA, dall'inglese laser Doppler anemometry), è una tecnica utilizzata per rilevare la velocità di un fluido utilizzando luce laser. Valuta la variazione di lunghezza d'onda o di frequenza dei fotoni che hanno "colpito" dei corpuscoli in movimento (effetto Doppler).

## Tecnica
Il tipo solitamente usato è un laser a ioni di Argon o Elio-Neon, con una potenza che varia dai 10mW ai 20W.
Minore è la lunghezza d'onda, minore è la profondità di rilevazione del segnale. Con la lunghezza d'onda più frequentemente utilizzata, cioè 780 nanomentri, la profondità di lettura è di circa 1 mm.

### Pro e contro[2]
L'indubbio vantaggio di questa tecnica è la possibilità di misurare la velocità senza alcun contatto con il materiale anche se è necessaria una sufficiente trasparenza dello stesso per permettere al raggio laser di raggiungere il ricevitore. L'altro vantaggio a differenza delle altre tecniche è la risposta in frequenza molto elevata anche se la precisione della misura è particolarmente dipendente dal corretto allineamento tra la sorgente e il fotoricettore.
Il costo di questa tecnologia risulta essere ancora molto elevata, limitandone di fatto l'uso ad applicazioni molto particolari. Il costo è causato spesso dalla necessità di avere sofisticati calcolatori per elaborare in tempo rapido tutti i dati

## Uso in medicina
In medicina, il laser Doppler è in pratica un "Doppler del microcircolo", che consente di valutare la funzionalità del distretto microcircolatorio. La tradizionale e più diffusa ecografia Doppler consente di valutare la velocità di flusso intravascolare nel distretto macrocircolatorio, ma non fornisce alcuna informazione sul microcircolo. La lunghezza d'onda della luce laser utilizzata varia, a seconda del produttore, da 620 a 820 nanometri (tra rosso e infrarosso). Sperimentalmente si utilizzano talvolta lunghezze d'onda inferiori.
In medicina viene definito "flussìmetro laser Doppler", e non velocimetro, in quanto il segnale analizzato non rappresenta soltanto la velocità, ma anche la massa dei globuli rossi che con il loro movimento hanno provocato l'effetto Doppler. Il laser Doppler legge quindi la "perfusione" dei tessuti, secondo la formula semplificata: Perfusione = Vel X CMBC (Concentration of Moving Blood Cells: Concentrazione delle cellule ematiche in movimento).
È stato dimostrato che la componente nutritizia capillare rilevata dal laser Doppler non è superiore al 10% del segnale totale. Il resto del segnale proviene da arteriole, venule, anastomosi arteriolo-venulari e in breve dalla componente del microcircolo considerata preposta alla termoregolazione.
L'utilità clinica del laser Doppler in medicina è discussa. Viene utilizzato ad esempio nel monitoraggio postoperatorio dei lembi in chirurgia ricostruttiva per rilevare precocemente un problema ischemico, e nella patologia vascolare periferica per completare le informazioni fornite da altre metodiche.
Tipico esempio è l'uso combinato con l'ossimetria transcutanea (tcpO2). La tcpO2 potrebbe risultare falsamente bassa a causa di edema, e non di ischemia grave. In questo modo il laser Doppler potrebbe meglio orientare il tipo di terapia (conservativa o demolitiva), scelto dal medico ed eventualmente aiutare nella determinazione del livello di amputazione. Consente inoltre di valutare in modo oggettivo l'efficacia di tutte le terapie mirate ad un ripristino della adeguata perfusione dei tessuti.
Il laser Doppler viene utilizzato anche per valutare la disfunzione endoteliale, osservando la risposta del microcircolo cutaneo a stimoli come il riscaldamento locale, l'iperemia reattiva post-occlusiva, l'applicazione con iontoforesi di sostanze vasoattive come l'acetilcolina.
In ricerca, è uno strumento essenziale per la valutazione in vivo dell'angiogenesi.

### Laser Doppler Imager
Il principio del laser Doppler consiste nella valutazione dell'effetto Doppler manifestato dalla luce laser quando i fotoni colpiscono i globuli rossi in movimento. Nel laser Doppler imager (a differenza del più diffuso laser Doppler a fibra ottica, nel quale la luce laser viene trasportata al tessuto da una sonda a fibre ottiche), non c'è alcun contatto tra sorgente laser e tessuto in esame. Il raggio laser effettua una scansione dell'area stabilita, e la luce riflessa viene raccolta da un fotorilevatore posto nel dispositivo di scansione. La distanza tra dispositivo di scansione e tessuto può variare da 15 a 50 cm. L'elaborazione dei dati prodotti dalla luce riflessa, ed in particolare della componente che ha subito un effetto Doppler, genera una mappa colorata che rappresenta la distribuzione della perfusione ematica della superficie del tessuto scansionato.
Il laser Doppler imager viene utilizzato in particolare per studi sull'angiogenesi, sulla disfunzione endoteliale, sulle ulcere cutanee, per la valutazione di prodotti farmaceutici o cosmetologici ad applicazione locale, per lo studio delle ustioni.